# Godofredo I de Dinamarca
Godofredo I fue un rey danés de la época vikinga. Reinó desde 804 o antes hasta 810. Godofredo era probablemente el hijo más joven del rey Sigfred. Otras alternativas ortográficas del nombre son Godfred, Göttrick (alemán), Gøtrik, Gudrød (danés) y Godofredus (latín).

## Biografía
El rey Godofredo aparece en el actual Holstein con un ejército en el año 804 donde tuvo lugar un acto diplomático con los francos. Se cree que un hermano o primo de Godofredo, Halfdan, se convirtió en el conde de unas prósperas poblaciones de mercaderes al sur del río Eider, ocupando lo que sería después conocido como Frisia Septentrional. Rehusando pagar impuestos a Godofredo, Halfdan juró lealtad a Carlomagno en 807 para conseguir su protección. En 798, los abroditas derrotaron a los sajones en la batalla del río Swentana. Los sajones fueron dispersados por el emperador franco Carlomagno. La parte de su tierra original en Holstein, al norte del Elba, fue otorgada a los abroditas en 804 como recompensa por su victoria. En 804, un ejército franco penetró hasta el Eider, la frontera tradicional de Dinamarca por aquel tiempo.
Temiendo una invasión de los francos, quienes habían conquistado la Frisia pagana en los 100 años anteriores y la Antigua Sajonia entre 772 a 804, Godofredo comenzó a trabajar en una enorme estructura para defender su reino, separando Jutlandia de la expansión septentrional del Imperio Franco. La invasión franca nunca ocurrió, pero provocó que Godofredo reforzara y ampliase los primeros tramos de la Danevirke en 808, que iban desde la bahía de Schlei hasta la costa occidental de Dinamarca (por la zona del río Trende). La muralla fue construida con un dique de contención de tierra, rematada por una empalizada de madera y protegida por el sur con una profunda zanja. La ciudad más importante de Dinamarca, Hedeby, que según parece ya existía en Schlei, se expandió y se acuarteló de soldados daneses, a los que se encomendó proteger las primeras partes de la muralla.
En 808, el rey Godofredo forzó a los abroditas a reconocerle como su soberano. Los ciudadanos de Reric (la actual Lübeck) fueron aliados de Carlomagno, quien usó el puerto como parte de una ruta comercial estratégica. El rey Godofredo atacó Reric, la incendió, mató al jefe Drożko y ordenó a los mercaderes que se reasentaran en Hedeby, que estaba siendo integrada en la línea defensiva de Danevirke.
En 809, el rey Godofredo y los emisarios de Carlomagno fracasaron en las negociaciones de paz. En 810, Godofredo dirigió 200 barcos para saquear la costa frisona, obligó a comerciantes y campesinos a pagar 100 libras de plata y reclamó la Frisia Septentrional como territorio danés. Para proteger la costa norte del Imperio Franco, Carlomagno comenzó a pagar a los jefes vikingos para que protegieran secciones de la costa desde el este de Schlei hasta el río Weser. Ese mismo verano el rey Godofredo fue asesinado por uno de sus huscarles. Según Notker de San Gall, el escolta que mató al rey fue uno de sus propios hijos.

## Herencia
Las diversas fuentes, algunas se funden en la leyenda, citan a Reginhilde (Ranghild) de Ostergau, una hija del conde de Frisia, como reina consorte. También aparecen varios hijos:
- Horik I
- Ukjent Gudfredsdatter (c. 800-840), esposa de Harald Klak.
- Astritha Gudfredsdatter (c. 808), esposa de Holger Danske.